# Hryhorij Bałaba
Hryhorij Fedorowycz Bałaba, ukr. Григорій Федорович Балаба, ros. Григорий Фёдорович Балаба, Grigorij Fiodorowicz Bałaba (ur. 27 października?/9 listopada 1911 w Wołczańsku, zm. 4 września 2003 w Ługańsku) – ukraiński piłkarz, grający na pozycji napastnika, trener piłkarski.

## Kariera piłkarska

### Kariera klubowa
Wychowanek zespołu Szachta im.Iljicza w Kadijewce. W 1933 rozpoczął karierę piłkarską w miejscowym Dynamie Kadijewka. W 1935 został piłkarzem Dynama Stalino. Sezon 1936 spędził w Dynamo Piatigorsk, a potem został piłkarzem Stachanowca Stalino. W 1941 wyjechał do Moskwy, gdzie bronił barw klubów Profsojuzy-1 Moskwa, Krylja Sowietow Moskwa, MWO Moskwa i Piszczewik Moskwa. Brał udział w II wojnie światowej. W 1947 zakończył karierę zawodową.

## Kariera trenerska
Po zakończeniu kariery zawodniczej rozpoczął pracę trenerską. W 1950 trenował Dzierżyniec Czelabińsk. Potem prowadził Metałurh Zaporoże i Metałurh Dniepropetrowsk, po czym ponownie wrócił do Dzierżyńca Czelabińsk. W drugiej połowie sezonu 1960 został zaproszony do Zorii Ługańsk, w którym do końca 1961 roku pracował na stanowisku głównego trenera, w latach 1962–1963 pomagał trenować ługański klub, a potem do maja 1964 na stanowisku dyrektora zespołu. Od sierpnia 1964 do lipca 1965 kierował zespołem Budiwelnyk Połtawa. W 1965-1966 szkolił Szachtar Oleksandria. Potem pracował jako dyrektor stadionu Awanhard w Ługańsku. 4 września 2003 zmarł w Ługańsku.

## Sukcesy i odznaczenia

### Sukcesy klubowe
- mistrz 2 Grupy ZSRR: 1946
- brązowy medalista Klasy B ZSRR: 1937

### Sukcesy trenerskie
- mistrz Ukraińskiej SRR: 1962
- zdobywca Pucharu Ukraińskiej SRR: 1951
- finalista Pucharu Ukraińskiej SRR: 1950

### Sukcesy indywidualne
- wybrany do listy 33 najlepszych piłkarzy w ZSRR: Nr 3 (1939)
- najlepszy strzelec Szachtara Donieck w okresie dowojennym (1936-1941)

### Odznaczenia
- tytuł Mistrza Sportu ZSRR: 1941
- tytuł Zasłużonego Trenera Ukraińskiej SRR: 1962